# Ящурка середня
Я́щурка сере́дня (Eremias intermedia) — представник роду Ящурок з родини Справжні ящірки.

## Опис
Загальна довжина 17 см з досить довгим хвостом. Шкіра спини темно-сірого кольору з буруватим відтінком. На тулубі поздовжні ряди круглих або витягнутих у довжину білих або світло-сірих плям, обрамлених колами чорного або темно-сірого кольору. Уздовж хребта є нечисленні темні подовжені цятки або їх замінює вузька темна смужка. Лапи зверху у плямах. Черево має біле забарвлення. Підочний щиток не торкається краю рота. Є 1 лобоносовой щиток. Передлобні щитки стикаються один з одним, рідше — розділені 1-2 невеликими додатковими щитками. Надочноямкові щитки відокремлені від лобового і лоботім'яних щитків. Навколо середини тіла 44-60 лусочок. Луска зверху хвоста ребриста. Навколо 9-10 хвостового кільця 20-30 лусок. Стегнових пір 12-18, Зовнішній ряд щитків на нижньому боці гомілки різко відрізняється шириною від сусіднього.

## Поширення
Ареал охоплює  Туркменістан, Узбекистан, крайній захід Таджикистану, Киргизстан, Казахстан, Іран, Афганістан.

## Спосіб життя
Полюбляє піски та міжбарханні низини з саксаулом, тамариском, верблюжою колючкою. Зустрічається і в умовах антропогенного ландшафту. Ховається у норах гризунів, черепах, невеликих власних нірках довжиною до 60 см. У різних частинах ареалу чисельність коливається від кількох до 16 і більше особин на гектар. У спекотні літні місяці у червні-липні дорослі особини місцями практично перестають зустрічатися на поверхні і впадають у стан літньої сплячки. 
Харчується мурашками, жуками, сарановими, термітами, гусінню. Відзначено випадки канібалізму і поїдання інших дрібних ящірок.
Це яйцекладна ящірка. Парування починається у середині березня—наприкінці квітня. Відкладання 2—6 яєць триває з середини квітня до середини липня. За сезон буває 2 кладки. Через 35-40 днів з'являються молоді ящурки.